# مورتون فرايد
مورتون فرايد (بالإنجليزية: Morton Fried)‏ هو عالم إنسان أمريكي، ولد في 21 مارس 1923 في ذا برونكس في الولايات المتحدة، وتوفي في 18 ديسمبر 1986 في ليونيا في الولايات المتحدة.